# Château Saint-Sauveur
Ne doit pas être confondu avec Château de Saint-Sauveur-le-Vicomte.
Le château Saint-Sauveur a été construit à  Lafitte-sur-Lot, dans le département de Lot-et-Garonne.

## Histoire
Un petit logis de style Renaissance de plan rectangulaire dont l'étage est desservi par une tour d'escalier polygonal à demi hors-œuvre a été construit dans la première moitié du XVIe siècle. Des fresques décoraient l'intérieur d'une pièce du premier étage et la hotte de la cheminée (Adoration des mages) d'inspiration italianisante. Par leur style, elles ont dû être peintes après 1506-1510 car la sainte Anne peinte dans l'Adoration des mages rappelle le tableau La Vierge, l'Enfant Jésus et sainte Anne de Léonard de Vinci. Les fresques ont dû être badigeonnées quand le village est devenu protestant, vers 1560. Le château devait être occupé par une famille protestante.
Le château n'est cité qu'au XVIIe siècle quand il sert de cantonnement pour les dragons envoyés contre les protestants.
Une aile a été construite au XVIIe ou XVIIIe siècle au nord du corps de logis Renaissance. Un autre corps de logis a été ajouté dans le prolongement vers le nord du corps de logis principal.
Le pigeonnier a été ajouté au manoir originel.
Les baies ont été remaniées dans les années 1950 en dénaturant le logis Renaissance.
En 1955, mise au jour de peintures murales d'inspiration italianisante (Adoration des Mages).
Le logis Renaissance avec sa tour d'escalier a été inscrit au titre des monuments historiques le 13 janvier 2000,.